# IDEF0

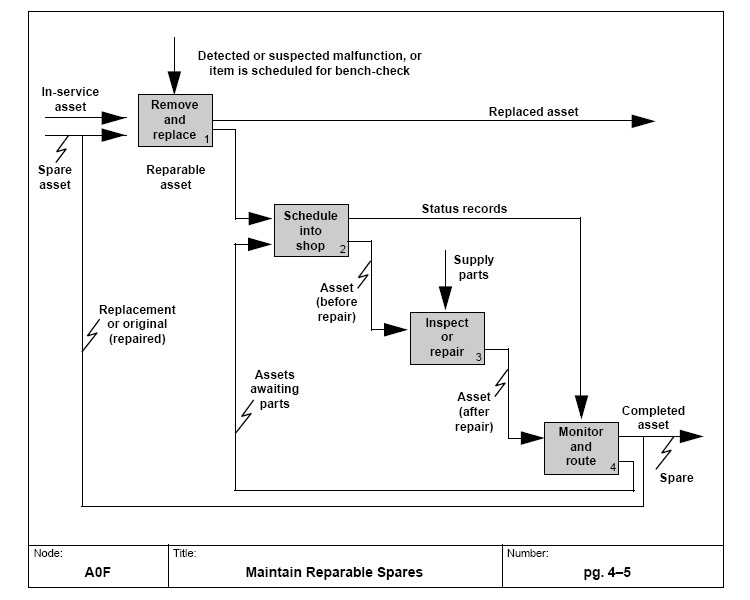
Пример диаграммы IDEF0

IDEF0 — методология функционального моделирования (англ. function modeling) и графическая нотация, предназначенная для формализации и описания бизнес-процессов. Отличительной особенностью IDEF0 является её акцент на соподчинённость объектов. В IDEF0 рассматриваются логические отношения между работами, а не их временна́я последовательность (поток работ).
Стандарт IDEF0 представляет организацию как набор модулей, здесь существует правило — наиболее важная функция находится в верхнем левом углу, кроме того, существуют правила сторон:
- стрелка входа всегда приходит в левую кромку активности,
- стрелка управления — в верхнюю кромку,
- стрелка механизма — нижняя кромка,
- стрелка выхода — правая кромка.

Описание выглядит как «чёрный ящик» с входами, выходами, управлением и механизмом, который постепенно детализируется до необходимого уровня. Также для того, чтобы быть правильно понятым, существуют словари описания активностей и стрелок. В этих словарях можно дать описания того, какой смысл вы вкладываете в данную активность либо стрелку.
Описание методологии IDEF0 содержится в рекомендациях Р 50.1.028-2001 «Информационные технологии поддержки жизненного цикла продукции. Методология функционального моделирования».
Также отображаются все сигналы управления, которые на DFD (диаграмме потоков данных) не отображались. Данная модель используется при организации бизнес-процессов и проектов, основанных на моделировании всех процессов: как административных, так и организационных.

## История
IDEF0 как стандарт был разработан в 1981 году департаментом Военно-воздушных сил США в рамках программы автоматизации промышленных предприятий, которая носила обозначение ICAM (Integrated Computer Aided Manufacturing). Набор стандартов IDEF унаследовал своё название от этой программы (IDEF расшифровывается как ICAM Definition). В процессе практической реализации, участники программы ICAM столкнулись с необходимостью разработки новых методов анализа процессов взаимодействия в промышленных системах. При этом кроме усовершенствованного набора функций для описания бизнес-процессов, одним из требований к новому стандарту было наличие эффективной методологии взаимодействия в рамках «аналитик-специалист». Другими словами, новый метод должен был обеспечить групповую работу над созданием модели, с непосредственным участием всех аналитиков и специалистов, занятых в рамках проекта.
В результате поиска соответствующих решений родилась методология функционального моделирования IDEF0. С 1981 года стандарт IDEF0 претерпел несколько незначительных изменений, в основном, ограничивающего характера, и последняя его редакция была выпущена в декабре 1993 года Национальным институтом по стандартам и технологиям США.